# 魔法保姆麥克菲
《魔法保姆麥克菲》（英語：Nanny McPhee）是2005年的一部英美喜劇奇幻電影，改編自克莉絲汀娜·布蘭德的同名故事。 此電影由柯克·瓊斯執導，由 頻道製片公司、米高梅、沃克泰托電影公司、Three Strange Angel 和保姆麥克菲製作公司聯合製作，並由帕特里克·道爾 配樂，琳賽·鐸朗，提姆·畢文，艾瑞克·費納監製。這部電影以維多利亞時代的英格蘭為背景，由艾瑪·湯普森飾演保姆麥克菲，並且柯林·佛斯和安吉拉·蘭斯伯里亦在此劇中飾演主要角色。
這部電影於2005年10月28日由聯合國際影業公司在英國發行，並於2006年1月27日由環球影業公司在美國發行。劇本改編自克里斯蒂安娜布蘭德的同名書籍，並由湯普森撰寫這部電影的劇本。 拍攝地點為英國白金漢郡的 Penn House Estate。 本劇的續集《保姆麥克菲與生活大爆炸》亦於 2010 年上映。

## 劇情
在維多利亞時代的英國，喪偶的殯儀師Cedric Brown是一名父親，他有七個不守規矩的孩子，分別是Simon、Tora、Eric、Lily、Sebastian、Chrissie和Aggie。  他做事笨手笨腳，但他愛自己的孩子，卻自從他的妻子去世後，他幾乎沒有時間陪伴他們，無法教導他們。   孩子們有一系列的惡作劇，並且有系統地用惡作劇嚇走保姆。  他們還經常整蠱家中的廚師布拉瑟威克夫人，她曾經是軍中的廚師，她聲稱在家庭恢復正常之前「八月會下雪」。   除了他們的父親，孩子們唯一會聽的就是伊萬傑琳，這個家庭沒有受過教育但性格甜美的洗碗女僕。
直至有一天，一個長相奇怪的保姆出現在這個家庭中，令這個家庭發生翻天覆地的變化。

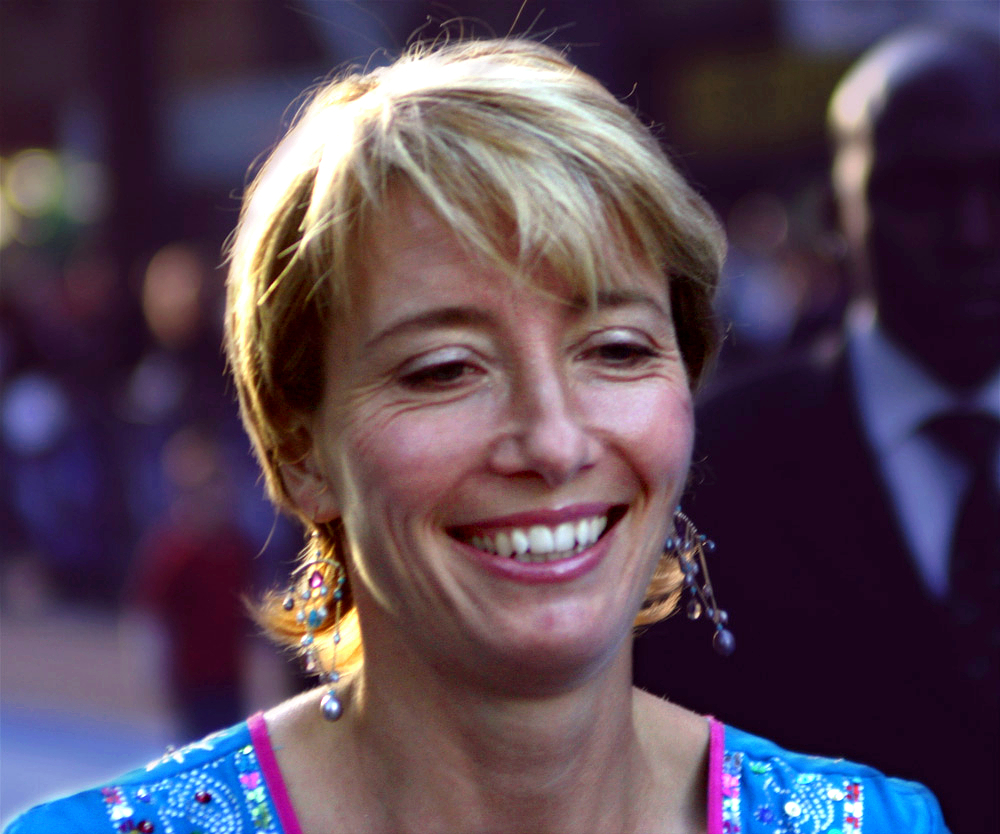
艾瑪·湯普森在2005年電影首映式上

## 角色
- 艾瑪·湯普森 飾演 麥克菲保姆(國語配音：崔幗夫)
- 科林·弗斯 飾演 塞德里克·布朗, 殯儀師和布朗家族的族長。(國語配音：王希華)
- 托馬斯·桑斯特 飾演 西蒙·布朗, 長子。(國語配音：錢欣郁)
- 凱利·麥克唐納 飾演 伊萬傑琳, 布朗一家的女僕，她夢想成為一名受過教育的女士。(國語配音：林美秀)
- 安吉拉·蘭斯伯裡 飾演 阿德萊德·斯蒂奇夫人，曾是塞德里克已故妻子的姑姑，也是這個家庭的主要經濟支援。(國語配音：崔幗夫)
- 伊麗莎·貝內特 飾演 托拉·布朗。(國語配音：曾詩淳)
- 拉斐爾·科爾曼 飾演 埃裡克·布朗。(國語配音：謝佼娟)
- 詹妮弗·雷·戴金 飾演 莉莉·布朗。
- 塞缪尔·霍尼伍德  飾演 塞巴斯蒂安·布朗。
- 霍莉·吉布斯 飾演  克里斯西·布朗。
- 赫貝和辛尼亞·巴恩斯飾演 艾吉·布朗, 家中最小的孩子。
  - 弗雷亞·富米奇飾演 艾吉·布朗的聲音。
- 西莉亞·伊姆里 飾演 塞爾瑪夫人，塞德里克打算與她結婚以安撫阿德萊德夫人的寡婦。(國語配音：杜素真)
- 伊梅爾達·斯湯頓 飾演 布拉瑟威克太太， 布朗家中的廚師。(國語配音：杜素真)
- 德里克·雅各比 飾演  惠恩先生，塞德里克的一位同事。
- 帕特里克·巴洛 飾演 Mr. Jowls，塞德里克的同事之一。
- 亚当·戈德利  飾演 牧師，對蜜蜂過敏。(國語配音：康殿宏)
- 克萊爾·唐斯 飾演 西石保姆。
- 菲利達法 飾演 鷓鴣夫人的聲音。

## 製作

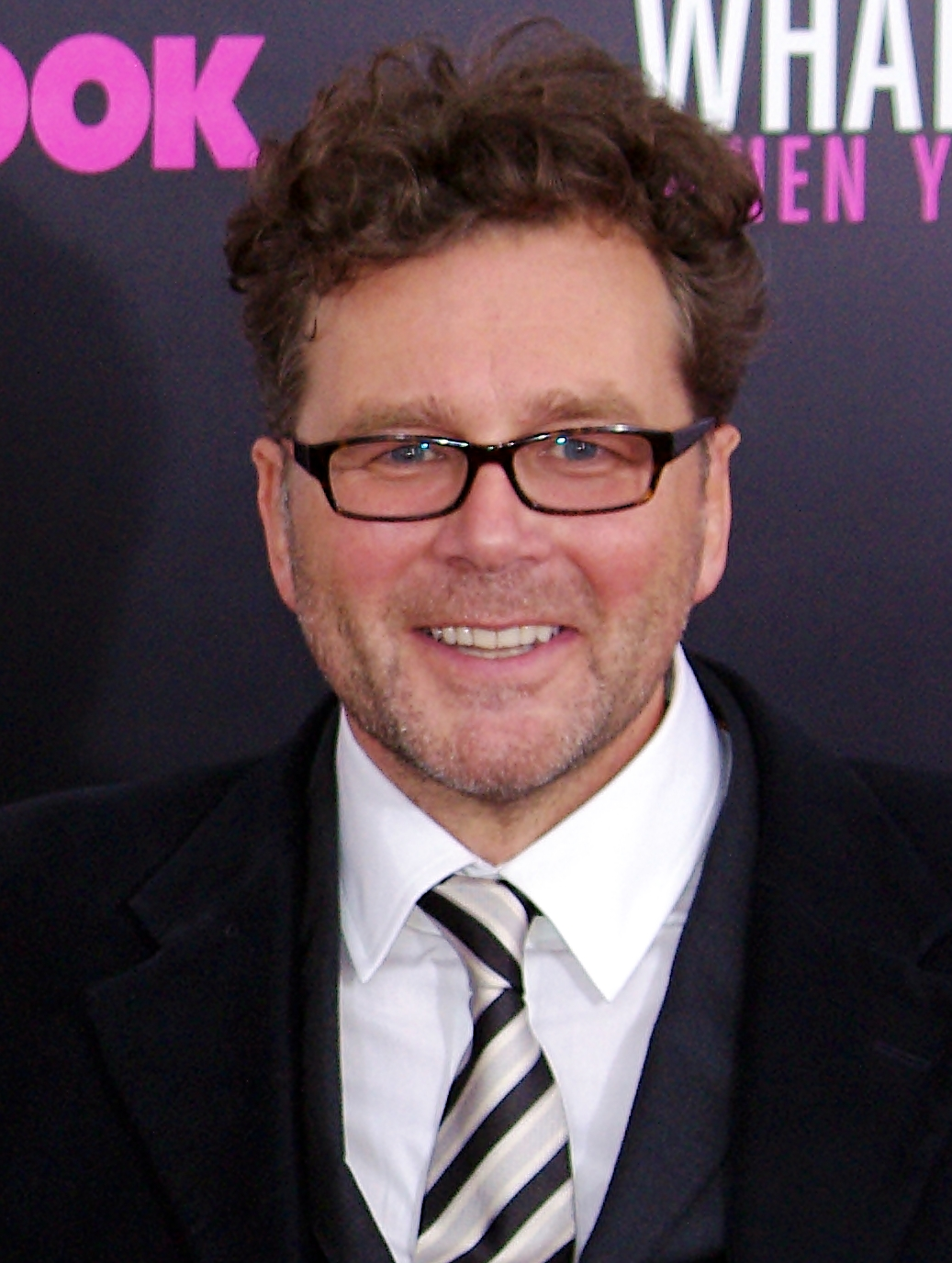
導演柯克·瓊斯

2002年3月11日，柯克·瓊斯獲邀執導改遍自改編自克莉絲汀娜·布蘭德的同名故事。艾瑪·湯普森為這部電影撰寫劇本。  琳賽·鐸朗，提姆·畢文，艾瑞克·費納監製，預算為 2500 萬美元，於 2005 年上映。

## 發行
這部電影於 2005 年 10 月 28 日由聯合國際影業公司在英國發行，並在2006 年 1 月 27 日由環球影業公司在美國發行，並於 2006 年 5 月 9 日由環球影城家庭娛樂公司發行 DVD。

## 反響

### 評價
評論聚合網站爛番茄根據135條評論給此電影73%，平均評分為6.7/10。 Metacritic根據30條評論計算出59分（滿分100分）。 CinemaScore調查的觀眾在A+到F的範圍內給這部電影的平均分級為“A-”。

### 票房
這部電影票房大賣，在美國賺了122,489,822美元-47,144,110美元，其他地方賺了75,345,712美元。 它於2006年1月27日在美國首映，週末在1,995家影院（平均每家影院7,270美元）的首映週末總額為14,503,650美元，排名第二（僅次於馬丁·勞倫斯的電影《大媽媽之家2》）。

## 續集
艾瑪·湯普森在節目「週五晚上與喬納森·羅斯」中透露，計劃再上映兩部電影。 第二部電影《麥克菲保姆與生活大爆炸》（也稱為麥克菲保姆迴歸）於2010年3月上映。 主要角色君回歸第二部。

## 外部連結
- 官方网站
- 互联网电影数据库（IMDb）上《魔法保姆麥克菲》的资料（英文）
- Box Office Mojo上《魔法保姆麥克菲》的資料（英文）
- 爛番茄上《魔法保姆麥克菲》的資料（英文）